# Сидвил
Сидвил (фр. Cideville) насеље је и општина у северној Француској у региону Горња Нормандија, у департману Приморска Сена која припада префектури Руан.
По подацима из 2011. године у општини је живело 295 становника, а густина насељености је износила 54,93 становника/km². Општина се простире на површини од 5,37 km². Налази се на средњој надморској висини од 130 метара (максималној 151 m, а минималној 95 m).

## Демографија
| 1962. | 1968. | 1975. | 1982. | 1990. | 1999. | 2011. |
| ----- | ----- | ----- | ----- | ----- | ----- | ----- |
| 121   | 146   | 166   | 259   | 281   | 276   | 295   |

График промене броја становника у току последњих година